# Kozłów Szlachecki
Kozłów Szlachecki – wieś w Polsce położona w województwie mazowieckim, w powiecie sochaczewskim, w gminie Nowa Sucha. Ma status sołectwa. Leży nad Bzurą.
| SIMC    | Nazwa         | Rodzaj    |
| ------- | ------------- | --------- |
| 0734067 | Stanisławówek | część wsi |

Prywatna wieś szlachecka Kozłowo Szlacheckie położona była w drugiej połowie XVI wieku w powiecie gąbińskim ziemi gostynińskiej województwa rawskiego. W latach 1975–1998 miejscowość administracyjnie należała do województwa skierniewickiego.
We wsi znajduje się kościół pw. św. Mikołaja wzniesiony w 1470 z wieżą dobudowaną w XIX wieku.
W Kozłowie urodził się w 1899 roku znany malarz Antoni Michalak.